# RTV Melilla
RTV Melilla, la raó social del qual és Radio Televisió Melilla, S.A.U. (anteriorment 'INMUSA, la raó social del qual era Informació Municipal Melilla, S.A.), és una empresa pública de radiodifusió depenent de la Ciutat Autònoma de Melilla (Espanya). La seva principal àrea d'activitat és la producció audiovisual del canal de televisió Televisió Melilla, la futura emissora de ràdio Onda Melilla i el servei de vídeo sota demanda Play Melilla.
Va començar la seva activitat el 8 de juliol de 1994.

## Activitats

Play Melilla, el servei de vídeo sota demanda de RTV Melilla

### Televisió
| Logo | Canal                                | Inici de transmissions | Format d'imatge |
| ---- | ------------------------------------ | ---------------------- | --------------- |
|      | Televisió Melilla Canal generalista. | 18 març                | HD i SD         |

### Ràdio
| Logo | Emissora                           | Inici de transmissions |
| ---- | ---------------------------------- | ---------------------- |
|      | Onda Melilla Emissora generalista. | Pròximament            |